# Teebaumöl

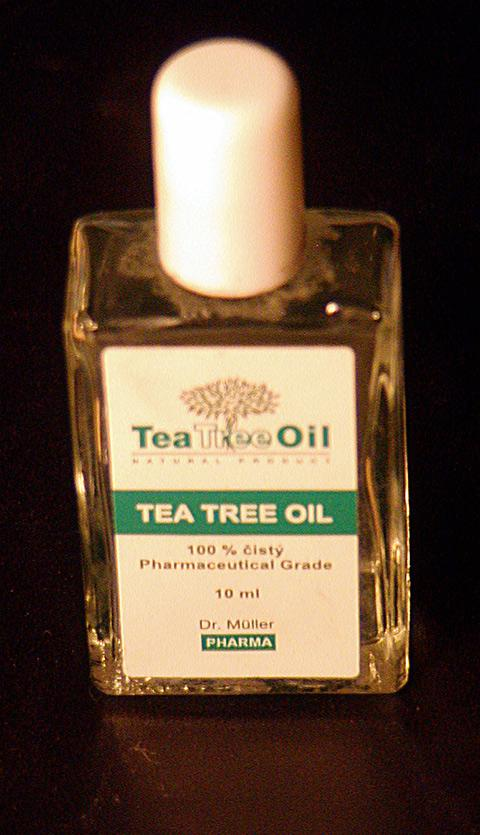
Teebaumöl

Teebaumöl ist ein ätherisches Öl aus den Blättern verschiedener Bäume und Sträucher der „Teebaum“-Gattungen Baeckea, Kunzea, Leptospermum und Melaleuca aus der Familie der Myrtengewächse (Myrtaceae). Im 18. Jahrhundert wurde im austral-asiatischen Raum aus ihren Blättern Tee zubereitet.
Während Teebaumöl im engeren Sinn das Öl des Australischen Teebaums (Melaleuca alternifolia) ist, umfasst es im weiteren Sinn die ätherischen Öle von verschiedenen Arten dieser Gattungen; zum Beispiel Öl von Melaleuca cajuputi,  Melaleuca viridflora, Melaleuca leucadendra und Melaleuca quinquenervia. Diese enthalten aber mehrheitlich 1,8-Cineole und stammen aus dem asiatischen Raum und Madagaskar und sollten daher nicht verwechselt werden.

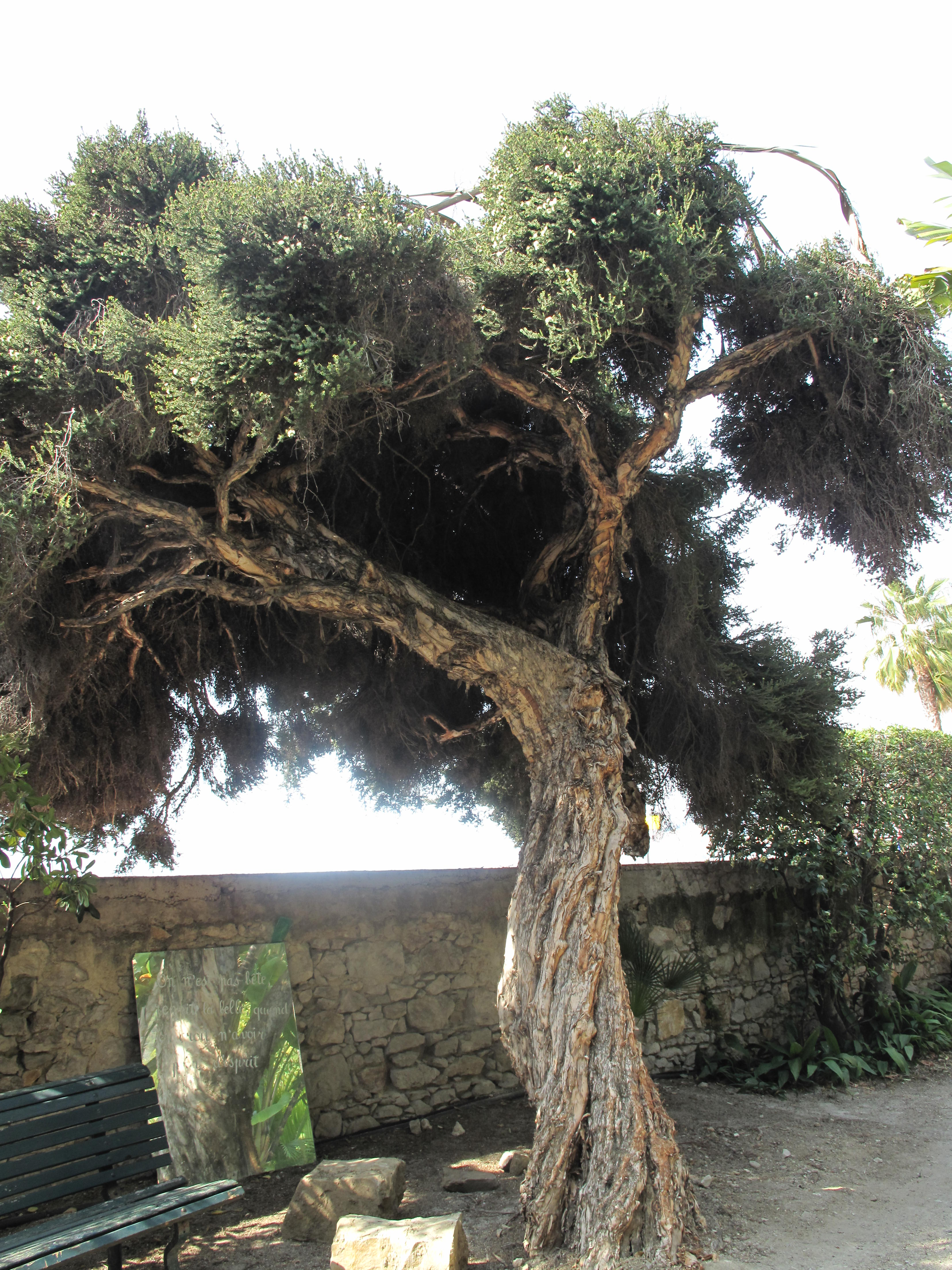
Australischer Teebaum (Melaleuca alternifolia)

## Chemische Zusammensetzung
Reines Teebaumöl hat eine klare bis leicht gelbe Farbe und einen frischen, aromatischen Geruch.
Teebaumöl ist ein Gemisch aus ca. 100 Substanzen. Das Öl von Melaleuca alternifolia  enthält hauptsächlich (+)-Terpinen-4-ol (etwa 40 %), α-Terpinen (etwa 20 %), Terpinolen, Terpineol (jeweils 3 bis 4 %), Pinen, Myrcen, Phellandren, p-Cymen, Limonen, 1,8-Cineol.
Das Öl von Melaleuca alternifolia  wird nach Europäischem Arzneibuch (PhEur) als von Melaleucae aetheroleum bezeichnet, dies ist aber kein botanisches Synonym. Melaleucae alternifoliae aetheroleum oder Oleum Melaleucae sind weitere Bezeichnungen.

## Pharmakologische und toxikologische Eigenschaften
Teebaumöl hat eine sehr starke antimikrobielle Wirkung. Im Vergleich zum relativ giftigen Phenol ist das Teebaumöl 11 bis 13 Mal so wirksam wie und damit beispielsweise viel stärker bakterizid und fungizid als Eukalyptusöl (Phenol-Koeffizient etwa 3,5). Neben der belegten antimikrobiellen Wirkung von Teebaumöl werden weitere Wirkungen behauptet, wie das Abfangen überschießender Immunreaktionen nach Insektenstichen. Wenn Teebaumöl in zu niedrigen Dosen angewendet wird, kann es die Widerstandsfähigkeit und Resistenzen von Bakterien gegenüber Antibiotika fördern. Teebaumöl wird als Risikosubstanz für das Auftreten von Kontakt-Dermatitiden gewertet. Unverdünntes Teebaumöl ist daher als gesundheitsschädliche Substanz eingestuft. Bei topischer Applikation kann es eine Gynäkomastie auslösen.

## Heilmittelgeschichte
Es ist überliefert, dass die australischen Aborigines traditionell die Blätter großblättriger Teebaumarten für medizinische Zwecke einsetzten. Zur Behandlung von Erkältungen, Grippe, Fieber und Verstopfung inhalierten sie den Dampf zerkleinerter, in Wasser gekochter Blätter oder schlürften deren Sud. Möglicherweise nutzten die Aborigines als Wundauflage traditionell auch die Blätter kleinblättriger Teebaumarten wie Melaleuca alternifolia. Wegen des Herstellungsverfahrens abwegig erscheint hingegen eine traditionelle Nutzung des Teebaumöls durch die Ureinwohner Australiens.
Eine in wissenschaftlichem Rahmen durchgeführte Destillation von Teebaumöl gelang erstmals 1925. Kurz darauf wurden weitreichende fungizide und bakterizide Eigenschaften beschrieben. Bis zur Entdeckung des Penicillins galt Teebaumöl damit als antiseptische Alternative zum Phenol. Es erlangte praktisch die Bedeutung eines Standardantiseptikums für Operationen, besonders im Mundraum. Die damalige Ölproduktion basierte auf australischen Wildbeständen und betrug weniger als 10 Tonnen pro Jahr. Während des Zweiten Weltkrieges war Teebaumöl Bestandteil aller Erste-Hilfe-Ausrüstungen der in den Tropen stationierten australischen Truppen.
Als nach dem Krieg Penicillin und sehr bald auch andere Antibiotika zur Verfügung standen, geriet es zunächst in Vergessenheit. Seit den 1970er Jahren erfreut sich das Teebaumöl als „Naturprodukt“ wieder einer steigenden Beliebtheit. Das zunehmende Bevölkerungsinteresse an Präparaten der Ethnomedizin ließ die Ölproduktion von 80 Tonnen im Jahr 1987 auf 750 Tonnen im Jahr 1992 anwachsen.

## Aktuelle Anwendung
Teebaumöl findet aufgrund seiner antiseptischen, antibakteriellen und fungiziden Wirkung in reiner Form Verwendung in der Alternativmedizin, z. B. zur Therapie von Akne, Neurodermitis, Psoriasis vulgaris, in der Wundbehandlung, bei Hühneraugen, diabetischen Gesundheitsschäden, Läuse-, Krätze-, Floh- und Zeckenbefall sowie Dellwarzen. Außerdem wird es bei Muskelschmerzen, Rheuma, Raucherhusten und Krampfadern empfohlen.
Für (alternativ-)medizinische Zwecke wird Teebaumöl aus dem Australischen Teebaum (Melaleuca alternifolia) gewonnen. Daneben werden gelegentlich auch ätherische Öle aus Leptospermum-Arten, wie das Manukaöl der Südseemyrte, das Kanukaöl von Kunzea ericoides und anderen Melaleuca-Arten, wie zum Beispiel das Cajeputöl und das Niauliöl, unter der Bezeichnung „Teebaumöl“ geführt. Eine pharmazeutische Qualität des Teebaumöls ist im Europäischen Arzneibuch beschrieben. Zugelassene Fertigarzneimittel gibt es in Deutschland nicht.
Teebaumöl wird auch in kosmetischen Präparaten verwendet: in Shampoos, Hand- und Körpercremes (besonders bei unreiner Haut, wie Akne), in Deodorants, Badezusätzen, Seifen, Zahnpasta, Mundwässern, Rasierölen. Bei Pilz- und Bakterienbefall der Haut (z. B. bei Akne, Fußpilz) werden zumeist Zubereitungen mit 5 bis 10 % Teebaumöl verwendet. Bei Anwendungen im Mundraum muss Teebaumöl sehr stark verdünnt werden. Die Konservierung von vielen kosmetischen Produkten ist mit Teebaumöl möglich. In Kosmetikprodukten wird es in der Liste der Inhaltsstoffe als MELALEUCA ALTERNIFOLIA FLOWER/LEAF/STEM EXTRACT (INCI) angegeben.
Auch in der Tierpflege sind äußere Anwendungen von Teebaumöl bekannt.

## Evidenzlage
In einer einfach verblindeten, randomisierten klinischen Studie mit 124 Aknepatienten zeigte sich 1990 eine Gelzubereitung mit 5 % Teebaumöl effektiv bei der Reduzierung entzündeter und nichtentzündeter Akneläsionen. Im Vergleich zu einem Gel mit 5 % Benzoylperoxid stellte sich die Wirkung langsamer ein. Auch gab es weniger unerwünschte Wirkungen. Die therapeutische Effektivität bezüglich Acne vulgaris milder bis mittelschwerer Ausprägung konnte 2007 im Rahmen einer randomisierten, doppelblind placebokontrollierten Studie mit 60 Teilnehmern bestätigt werden. 2015 stuften Autoren der Cochrane Collaboration die Qualität der Belege für eine Wirksamkeit bei Akne als „gering“ ein.

## Unerwünschte Wirkungen und Anwendungsbeschränkungen
Als kritisch wird das Risiko der Entwicklung von Kontaktallergien angesehen. Auslöser sind dabei unterschiedliche Anteile des Öls (D-Limonen und α-Terpinen) und deren Oxidationsprodukte Ascaridol und 1,2,4-Trihydroxymenthan bzw. andere Stoffe im Teebaumöl, die sich durch Licht oder Wärme verändern. Je älter das Öl ist, desto größer wird das Risiko. Bereits nach vier Tagen beginnt der durch Licht oder Luftsauerstoff verursachte Oxidationsprozess. Teebaumöl sollte daher lichtgeschützt und luftundurchlässig bei Temperaturen unter 25 °C aufbewahrt werden. Durch die Oxidation erhöht sich der Allergengehalt und es kann besonders auf vorerkrankter Haut zu Kontaktekzemen kommen. Bis zu drei Prozent der getesteten Personen waren 2003 auf Teebaumöl sensibilisiert. Kontaktekzeme entwickeln sich sehr häufig, wenn Teebaumöl unverdünnt und über einen längeren Zeitraum auf die Haut aufgetragen wird.
Das „Scientific Committee on Consumer Products“ (SCCP) der EU empfahl 2008 eine Begrenzung der Konzentration von Teebaumöl auf 1 % im Endprodukt. Das Bundesinstitut für Risikobewertung (BfR) fand in Kosmetika Konzentrationen bis 14,6 % sowie erhöhte Konzentrationen an Methyleugenol, was zur Beanstandung dieser Produkte führte.
Beim Verschlucken kann es zu Lungenschäden kommen.
2007 berichteten Henley et al. über drei präpubertäre Jungen, die nach topischer Anwendung teebaum- und lavendelölhaltiger Produkte ein Wachstum der Brustdrüsen (Gynäkomastie) aufwiesen. Die Gynäkomastie verschwand nach dem Absetzen der Behandlung. Im Rahmen einer In-vitro-Studie zeigten Henley et al. die östrogene und anti-androgene Aktivität beider Öle auf menschliche Zelllinien. Die Autoren schlossen daraus, dass es wahrscheinlich die wiederholte Exposition mit Teebaum- und Lavendelöl war, die bei den drei Jungen die präpubertäre Gynäkomastie auslöste.
Will man Teebaumöl an Tieren anwenden, ist unbedingt ein Tierarzt zu Rate zu ziehen. Durch den Gehalt an Terpenen und Phenolen ist Teebaumöl für Haustiere toxisch. Die Anwendung endet nicht selten tödlich für das Tier. Typische Symptome der „Teebaumöl-Vergiftungen“ sind Zittern, Taumeln, Unruhe und allgemeine Schwäche. Katzen und Hunde sollten nicht mit unverdünntem Teebaumöl in Berührung kommen, da ihnen die Fähigkeit fehlt, die Inhaltsstoffe abzubauen. Symptome treten 2 bis 12 Stunden nach dem Kontakt auf. In leichteren Fällen kommt es zu Speicheln und Erbrechen. Bei der Hälfte der Fälle treten Schwäche, Depression, Ataxie, Parese, Inkoordination und Muskelzittern auf. Zur Behandlung kann eine Dekontamination durch Waschen erfolgen, bei neurologischen Ausfällen sind Medikamente und kreislaufstabilisierende Infusionen angezeigt.